# Jump (canção de Ciara)
"Jump" é uma canção da cantora norte-americana Ciara com a participação do grupo de hip hop Coast Contra. Foi lançada como single em 8 de julho de 2022 e deve fazer parte de seu oitavo álbum de estúdio, ainda a ser anunciado.

## Antecedentes
Em 2 de junho de 2022, Ciara lançou uma prévia da música, e em 1º de julho de 2022 revelou a capa do single junto com sua data de lançamento.

## Videoclipe
Seu videoclipe foi dirigido por Dave Meyers, que já trabalhou com Ciara antes em videoclipes como "Dance Like We're Making Love" e "Lose Control", de Missy Elliott, onde a cantora faz uma participação especial. Sua estreia foi simultânea ao single em 8 de julho de 2022 em sua página oficial do YouTube.

## Recepção da crítica
D-Money, do portal SoulBounce, elogiou dizendo que “'Jump' é um retorno à forma para a cantora que sempre é bom para uma faixa dançante e completou dizendo que a faixa aparece desde o início com bateria contundente e baixo que vibra no peito". Amber Corrine, da revista Vibe, elogiou o videoclipe dizendo que "Ciara nos faz querer 'pular' com o novo videoclipe, que nos traz de volta aos dias em que os videoclipes realmente pareciam uma experiência, com uma mudança de guarda-roupa de 14 roupas a um cenário épico, coreografias de dança, aliadas a efeitos gráficos cativantes".

## Faixas e formatos
| Download digital |                                       |         |  |
| N.º              | Título                                | Duração |  |
| 1.               | "Jump" (participação de Coast Contra) | 3:26    |  |

## Histórico de lançamento
| País   | Data               | Formato                     | Gravadora                      |
| ------ | ------------------ | --------------------------- | ------------------------------ |
| Vários | 8 de julho de 2022 | Download digital, streaming | Beauty Marks, Uptown, Republic |